# Polisportiva Dinamo 2012-2013
Questa voce raccoglie le informazioni riguardanti la Polisportiva Dinamo Sassari nelle competizioni ufficiali della stagione 2012-2013.

## Stagione
La stagione 2012-2013 della Dinamo Sassari, sponsorizzata Banco di Sardegna, è la 3ª in Serie A. Partecipa per la 1ª volta all'Eurocup e per la 2ª volta alle Final Eight di Coppa Italia.
All'inizio della nuova stagione la Lega Basket decise di modificare il regolamento riguardo al numero di giocatori stranieri da schierare contemporaneamente in campo. Si decise così di optare per la scelta della formula con 5 giocatori stranieri senza vincoli.
Rispetto alla stagione precedente non ci sono più Quinton Hosley andato a giocare in Polonia, Nik'a Met'reveli tornato a Siena per fine prestito e Vanja Plisnić andato a giocare in Turchia.
Anche quest'anno si parte dalla conferma del cosiddetto zoccolo duro, che va ad aggiungersi al già confermato Tony Easley: Travis Diener e suo cugino Drake già al termine della semifinale play-off persa contro Siena; Giacomo Devecchi, con un contratto triennale; Brian Sacchetti anch'egli con un contratto triennale; Manuel Vanuzzo, 7ª stagione consecutiva con la formazione sarda; Mauro Pinton firma un biennale; Tony Binetti viene confermato quale straniero da Eurocup. Vengono aggregati alla prima squadra anche Marco Spissu' e Jacob Samoggia.
I volti nuovi della squadra sono: l'ala centro statunitense, ma di passaporto italiano Dane Diliegro, l'ala grande polacca Michał Ignerski, l'ala piccola statunitense Bootsy Thornton e l'ala argentina Guillermo Nicolás Laguzzi, che in un primo momento è stato aggregato alla squadra solo per gli allenamenti. Viene firmato anche il giovane centro italiano Amedeo Tessitori che viene girato in prestito alla Fulgor Libertas Forlì, squadra che milita in Legadue.
La stagione inizia ufficialmente il 20 agosto: visite mediche al mattino, mentre al pomeriggio primi test atletici sulla pista dello Stadio dei Pini. A questo appuntamento mancano gli americani, tranne Tony Easley che ha passato quasi tutta l'estate in Sardegna, che si aggregheranno qualche giorno dopo. Assente, inoltre, anche Michał Ignerski impegnato con la sua nazionale nelle qualificazioni agli Europei.

La squadra viene presentata davanti a 1200 tifosi il 4 settembre al PalaSerradimigni.

A differenza della passata stagione tutta la preparazione pre-campionato, amichevoli comprese, viene svolta in Sardegna. La prima partita, valida per il 2º Torneo Novacal, viene disputata il 5 settembre contro i turchi del Galatasaray che vince l'incontro 88-77. La seconda uscita stagionale avviene in occasione della prima edizione del Torneo Pasta di Sardegna: la prima semifinale ha visto prevalere il Galatasaray sulla V.L. Pesaro per 79-48, mentre nell'altra semifinale la Dinamo è stata sconfitta dalla squadra russa del Krasnye Krylya Samara 72-67 dopo un tempo supplementare. Nella finalina la squadra di casa ha battuto l'altra squadra italiana 71-64, mentre la finale ha visto prevalere la squadra turca per 67-61.

Il 12 settembre, a Sassari, viene sconfitta 106-87 dai campioni d'Europa dell'Olympiacos in occasione del Trofeo Reale Mutua.

Partecipa, quindi, al 2° Trofeo Città di Cagliari' che la vede vincere la prima sfida contro il Fenerbahçe Ülker per 85-69, mentre nella seconda viene sconfitta dall'Olimpija Lubiana per 64-79.

L'ultimo appuntamento è il Torneo Città di Sassari - 2° Trofeo Mimì Anselmi' dove sconfigge in semifinale la Reyer Venezia per 107-105 (d.t.s.), ma perde in finale contro la Vanoli Basket per 93-82 (che nella propria semifinale aveva sconfitto 72-58 gli ucraini del Dnipro Azot).
L'inizio di campionato è sorprendente: la squadra inanella una serie di 5 vittorie consecutive; la serie, iniziata il 30 settembre in casa contro la Pall. Biella, viene interrotta, sempre in casa, il 4 novembre dal New Basket Brindisi.
Al termine del girone d'andata, grazie alla vittoria contro Siena, si classifica al secondo posto con 24 punti. Questo piazzamento le consente di partecipare alle Final Eight di Coppa Italia di Milano dove in semifinale viene sconfitta dalla Mens Sana Siena.
Il 7 febbraio la società comunica di avere prolungato il contratto all'allenatore Meo Sacchetti fino al 2018], mentre il 26 febbraio viene annunciato il prolungamento del contratto, anche questo fino al 2018, del D.S. Federico Pasquini.
Il 22 marzo c'è l'annuncio del prolungamento del contratto del preparatore atletico Massimo Boccolini al 2018.
Il 3 aprile la società annuncia l'ingaggio fino al termine della stagione dell'Ala-centro Drew Gordon.
Il 13 aprile viene annunciato l'ingaggio del giocatore sloveno, ma di passaporto italiano Sani Bečirovič.
Al termine della stagione regolare si classifica al secondo posto.
Al primo turno di play-off si trova ad affrontare la Pall. Cantù: in gara-1, giocata a Sassari, la Dinamo vince 90-70; in gara-2, anche questa giocata a Sassari, vince 83-78; in gara-3, giocata a Cucciago viene sconfitta 73-71, così come in gara-4 82-80; per gara-5 si torna a giocare al PalaSerradimigni e la Dinamo vince 81-58; gara-6 giocata alla NGC Arena vede la vittoria della squadra di casa per 87-84; per la decisiva gara-7 si ritorna a Sassari dove la squadra canturina riesce a sovvertire il fattore campo vincendo 97-95 ed eliminando così la Dinamo.
L'avventura in Eurocup, iniziata il 7 novembre, si conclude al termine della 1ª fase dopo due vittorie contro il Siviglia, due sconfitte onorevoli contro la Stella Rossa e due brutte sconfitte contro l'Orléans Loiret.

## Roster
| Banco di Sardegna 2012/2013 | Banco di Sardegna 2012/2013 |
| Giocatori                   | Staff tecnico               |
| --------------------------- | --------------------------- |

| N. | Naz.                                       | Ruolo | Nome                           | Anno | Alt.   | Peso   |  |
| -- | ------------------------------------------ | ----- | ------------------------------ | ---- | ------ | ------ |  |
| 5  | Stati Uniti (bandiera) · Italia (bandiera) | P     | Tony Binetti (EC)              | 1983 | 183 cm | 83 kg  |  |
| 7  | Argentina (bandiera)                       | A     | Guillermo Nicolás Laguzzi (EC) | 1982 | 203 cm | 105 kg |  |
| 7  | Slovenia (bandiera) · Italia (bandiera)    | PG    | Sani Bečirovič                 | 1981 | 198 cm | 90 kg  |  |
| 8  | Italia (bandiera)                          | GA    | Giacomo Devecchi               | 1985 | 196 cm | 88 kg  |  |
| 10 | Stati Uniti (bandiera)                     | GA    | Bootsy Thornton                | 1977 | 195 cm | 88 kg  |  |
| 11 | Polonia (bandiera)                         | AG    | Michał Ignerski                | 1980 | 207 cm | 111 kg |  |
| 12 | Stati Uniti (bandiera)                     | P     | Travis Diener                  | 1982 | 185 cm | 79 kg  |  |
| 14 | Italia (bandiera)                          | A     | Brian Sacchetti                | 1986 | 200 cm | 100 kg |  |
| 15 | Italia (bandiera)                          | PG    | Marco Spissu                   | 1995 | 182 cm | 73 kg  |  |
| 16 | Stati Uniti (bandiera)                     | G     | Drake Diener                   | 1981 | 196 cm | 88 kg  |  |
| 18 | Italia (bandiera)                          | AC    | Manuel Vanuzzo ()              | 1975 | 203 cm | 104 kg |  |
| 19 | Italia (bandiera)                          | A     | Jacob Samoggia                 | 1994 | 198 cm | 80 kg  |  |
| 21 | Italia (bandiera)                          | P     | Mauro Pinton                   | 1984 | 185 cm | 80 kg  |  |
| 22 | Stati Uniti (bandiera) · Italia (bandiera) | AC    | Dane DiLiegro                  | 1988 | 204 cm | 105 kg |  |
| 32 | Stati Uniti (bandiera)                     | AC    | Drew Gordon                    | 1990 | 205 cm | 111 kg |  |
| 43 | Stati Uniti (bandiera)                     | C     | Tony Easley                    | 1987 | 206 cm | 90 kg  |  |

| Allenatore                                                    |
| - Romeo Sacchetti                                             |
| Assistente/i                                                  |
| - Paolo Citrini - Ugo Ducarello Legenda - (C) Capitano Roster |

Eurocup: Dettaglio Statistico
| Giocatori acquisiti a stagione in corso | Giocatori acquisiti a stagione in corso | Giocatori acquisiti a stagione in corso |
| Giocatore                               | il                                      | Da                                      |
| --------------------------------------- | --------------------------------------- | --------------------------------------- |
| Drew Gordon                             | 4 aprile                                | Partizan                                |
| Sani Bečirovič                          | 18 aprile                               | P. Bandar Imam                          |

### Staff tecnico e dirigenziale
- Allenatore: Romeo Sacchetti
- Vice Allenatore: Ugo Ducarello
- Assistente: Paolo Citrini
- Preparatore Fisico: Matteo Boccolini
- Fisioterapista: Ugo D’Alessandro
- Fisioterapista: Simone Unali
- Ortopedico: Andrea Manunta
- Medico Sportivo: Antonello Cuccuru
- Medico Sociale: Giuseppe Casu
- Chiropratico: Robert Pisanu
- Radiologo ed ecografista: Giuseppe Fais
- Cardiologo: Tiziana Porcu
- Dentista: Francesco Tanda

- Presidente: Stefano Sardara
- Vice Presidente: Gianmario Dettori
- Direttore Generale: Giovanni Cherchi
- Dirigente: Carlo Sardara
- Direttore Sportivo: Federico Pasquini
- Team Manager: Luigi Peruzzu
- Assistente Team Manager: Tony Marongiu
- Relazioni esterne/Ufficio Stampa: Giovanni Dessole
- Relazioni esterne/Ufficio Stampa: Luigi Peruzzu
- Direttore Marketing: Enrico Cardu
- Responsabile sito web: Andrea Peruzzu
- Amministrazione e contabilità: Andrea Fiori
- Segreteria: Giulia Florenzano
- Responsabile servizio statistiche: Roberto Sanna
- Resp.le organizzativo Settore giovanile: Graziano Pilo
- Resp.le tecnico Settore giovanile: Marco Rota

## Mercato
| Arrivi | Arrivi           | Arrivi            | Arrivi     |
| R      | Nome             | da                | Modalità   |
| ------ | ---------------- | ----------------- | ---------- |
| AC     | Dane DiLiegro    | Cestistica Ostuni | definitivo |
| AG     | Michał Ignerski  | Lokomotiv Kuban'  | definitivo |
| C      | Amedeo Tessitori | Virtus Siena      | definitivo |
| G      | Bootsy Thornton  | Mens Sana Siena   | definitivo |

| Partenze | Partenze         | Partenze        | Partenze       |
| R        | Nome             | a               | Modalità       |
| -------- | ---------------- | --------------- | -------------- |
| A        | Quinton Hosley   | Zielona Góra    | fine contratto |
| AG       | Nik'a Met'reveli | Mens Sana Siena | fine prestito  |
| C        | Amedeo Tessitori | Fulgor L. Forlì | prestito       |
| AC       | Vanja Plisnić    | TED Ankara      | fine contratto |

## Risultati

### Serie A

#### Regular season

##### Girone di andata
| Arbitri: | Guerrino Cerebuch (Trieste) Paolo Quacci (Albuzzano) Alessandro Martolini (Roma) |

|                                   |            |                                           |
| D. Diener 18 Easley 15 Vanuzzo 13 | Punti      | 16 Mavunga 15 Robinson 10 Brackins, Jurak |
| T. Diener 10                      | Assist     | 3 Moore, Robinson                         |
| D. Diener 10                      | Rimbalzi   | 7 Jaramaz, Mavunga                        |
| Romeo Sacchetti                   | Allenatori | Massimo Cancellieri                       |

| Arbitri: | Carmelo Paternicò (Piazza Armerina) Massimiliano Filippini (San Lazzaro) Evangelista Caiazza (Arzano) |

|                                  |            |                                       |
| Cinciarini 22 Mazzola 20 Slay 17 | Punti      | 19 T. Diener 15 D. Diener 12 Ignerski |
| Di Bella 4                       | Assist     | 5 T. Diener                           |
| Burns 11                         | Rimbalzi   | 10 Easley                             |
| Carlo Recalcati                  | Allenatori | Meo Sacchetti                         |

| Arbitri: | Guerrino Cerebuch (Trieste) Mauro Pozzana (Udine) Manuel Mazzoni (Grosseto) |

|                                        |            |                                     |
| T. Diener 15 D. Diener 13 Thornton 12  | Punti      | 16 Mark'oishvili 15 Smith 11 Brooks |
| T. Diener 8                            | Assist     | 5 Smith                             |
| T. Diener, Easley, Ignerski, Vanuzzo 4 | Rimbalzi   | 7 Aradori                           |
| Romeo Sacchetti                        | Allenatori | Andrea Trinchieri                   |

| Arbitri: | Giampaolo Cicoria (Milano) Paolo Quacci (Albuzzano) Denny Borgioni (Roma) |

|                                 |            |                                      |
| Clark 23 Diawara 17 Williams 13 | Punti      | 21 Thornton 21 Ignerski 18 T. Diener |
| Clark, Szewczyk, Young 3        | Assist     | 8 T. Diener                          |
| Szewczyk 8                      | Rimbalzi   | 9 Ignerski                           |
| Andrea Mazzon                   | Allenatori | Romeo Sacchetti                      |

| Arbitri: | Roberto Begnis (Crema) Carmelo Lo Guzzo (Pisa) Mark Bartoli (Trieste) |

|                                 |            |                                       |
| Barbour 21 Cavaliero 20 Mack 18 | Punti      | 32 Thornton 21 T. Diener 16 D. Diener |
| Barbour 4                       | Assist     | 5 T. Diener                           |
| Cavaliero, Mack 6               | Rimbalzi   | 10 Easley                             |
| Giampiero Ticchi                | Allenatori | Romeo Sacchetti                       |

| Arbitri: | Carmelo Paternicò (Piazza Armerina) Luca Weidmann (Campobasso) Emanuele Aronne (Viterbo) |

|                                          |            |                                  |
| T. Diener 16 Ignerski 13 B. Sacchetti 12 | Punti      | 21 Robinson 19 Gibson 14 Simmons |
| T. Diener 5                              | Assist     | 12 Reynolds                      |
| Ignerski, B. Sacchetti 5                 | Rimbalzi   | 7 Robinson                       |
| Romeo Sacchetti                          | Allenatori | Piero Bucchi                     |

| Arbitri: | Enrico Sabetta (Termoli) Marco Giansanti (Roma) Guido Federico Di Francesco (Termoli) |

|                                      |            |                               |
| D. Diener 20 Thornton 16 Ignerski 15 | Punti      | 23 Ebi 14 Shakur 12 Mavraides |
| D. Diener 10                         | Assist     | 4 Spinelli                    |
| D. Diener, Ignerski 6                | Rimbalzi   | 13 Ebi                        |
| Romeo Sacchetti                      | Allenatori | Giorgio Valli                 |

| Arbitri: | Roberto Chiari (Ponzano Veneto) Carmelo Lo Guzzo (Pisa) Alessandro Martolini (Roma) |

|                                      |            |                                      |
| Banks 16 Ere 15 Polonara, Dunston 12 | Punti      | 23 Thornton 19 Ignerski 15 D. Diener |
| Green 8                              | Assist     | 11 T. Diener                         |
| Green, Ere 7                         | Rimbalzi   | 10 Easley                            |
| Francesco Vitucci                    | Allenatori | Romeo Sacchetti                      |

| Arbitri: | Giampaolo Cicoria (Milano) Marco Giansanti (Roma) Alessandro Terreni (Vicenza) |

|                                       |            |                                  |
| T. Diener 23 D. Diener 16 Ignerski 13 | Punti      | 18 Harris 17 Perić 16 Stipanović |
| T. Diener 7                           | Assist     | 4 Vitali                         |
| Ignerski 7                            | Rimbalzi   | 12 Stipanović                    |
| Romeo Sacchetti                       | Allenatori | Luigi Gresta                     |

| Arbitri: | Roberto Chiari (Ponzano Veneto) Paolo Quacci (Albuzzano) Evangelista Caiazza (Arzano) |

|                                  |            |                                     |
| Hairston 25 Stipčević 14 Cook 11 | Punti      | 17 T. Diener 15 D. Diener 15 Easley |
| Cook 6                           | Assist     | 7 T. Diener                         |
| Hendrix 9                        | Rimbalzi   | 10 Easley                           |
| Sergio Scariolo                  | Allenatori | Romeo Sacchetti                     |

| Arbitri: | Dino Seghetti (Livorno) Carmelo Lo Guzzo (Pisa) Denny Borgioni (Roma) |

|                                    |            |                                    |
| Easley 23 D. Diener 21 Ignerski 18 | Punti      | 22 Taylor 16 Cinciarini 13 Jeremić |
| T. Diener 12                       | Assist     | 6 Cinciarini                       |
| M. Ignerski 10                     | Rimbalzi   | 5 Cinciarini, James                |
| Romeo Sacchetti                    | Allenatori | Massimiliano Menetti               |

| Arbitri: | Giampaolo Cicoria (Milano) Paolo Quacci (Albuzzano) Gianluca Sardella (Rimini) |

|                              |            |                                     |
| Lawal 34 Datome 19 Taylor 19 | Punti      | 22 D. Diener 16 Easley 15 T. Diener |
| Datome, Goss, Taylor 3       | Assist     | 6 T. Diener                         |
| Lawal 17                     | Rimbalzi   | 6 Easley                            |
| Marco Calvani                | Allenatori | Romeo Sacchetti                     |

| Arbitri: | Guerrino Cerebuch (Trieste) Mauro Pozzana (Udine) Massimiliano Duranti (Càscina) |

|                                       |            |                           |
| Thornton 18 T. Diener 17 D. Diener 17 | Punti      | 26 Poeta 10 Rocca 8 Smith |
| T. Diener 10                          | Assist     | 4 Poeta                   |
| D. Diener 5                           | Rimbalzi   | 7 Gaddefors, Smith        |
| Romeo Sacchetti                       | Allenatori | Alex Finelli              |

| Arbitri: | Carmelo Paternicò (Piazza Armerina) Gianluca Sardella (Rimini) Denny Borgioni (Roma) |

|                                   |            |                                                     |
| Jelovac 16 Mordente 14 Gentile 12 | Punti      | 25 T. Diener 20 D. Diener 10 Ignerski, B. Sacchetti |
| Jonušas, Mordente 4               | Assist     | 5 T. Diener                                         |
| Jelovac 9                         | Rimbalzi   | 7 Easley, Ignerski                                  |
| Stefano Sacripanti                | Allenatori | Romeo Sacchetti                                     |

| Arbitri: | Luigi Lamonica (Roseto degli Abruzzi) Marco Giansanti (Roma) Mark Bartoli (Trieste) |

|                                      |            |                                   |
| Easley 18 Vanuzzo 15 B. Sacchetti 15 | Punti      | 13 Brown 12 Sanik'idze 10 Hackett |
| T. Diener 12                         | Assist     | 3 Brown, Moss                     |
| Vanuzzo 7                            | Rimbalzi   | 6 Eze                             |
| Romeo Sacchetti                      | Allenatori | Luca Banchi                       |

##### Girone di ritorno
| Arbitri: | Giampaolo Cicoria (Milano) Saverio Lanzarini (Bologna) Alessandro Terreni (Vicenza) |

|                                 |            |                                      |
| Jurak 17 Rochestie 12 Laganà 9  | Punti      | 22 T. Diener 19 Ignerski 17 Thornton |
| Rochestie, Soragna, Tsaldarīs 2 | Assist     | 4 T. Diener, Thornton                |
| Jurak 8                         | Rimbalzi   | 5 D. Diener, Thornton                |
| Massimo Cancellieri             | Allenatori | Romeo Sacchetti                      |

| Arbitri: | Enrico Sabetta (Termoli) Gianluca Sardella (Rimini) Guido Federico Di Francesco (Teramo) |

|                                               |            |                                   |
| T. Diener 19 Easley 17 Ignerski, D. Diener 15 | Punti      | 19 Burns 16 Cinciarini 15 Amoroso |
| T. Diener 9                                   | Assist     | 5 Di Bella                        |
| D. Diener 8                                   | Rimbalzi   | 6 Campani                         |
| Romeo Sacchetti                               | Allenatori | Carlo Recalcati                   |

| Arbitri: | Carmelo Paternicò (Piazza Armerina) Luca Weidmann (Campobasso) Maurizio Biggi (Cavenago di Brianza) |

|                             |            |                                       |
| Aradori 21 Tabu 15 Cusin 12 | Punti      | 21 T. Diener 16 Thornton 14 D. Diener |
| Tabu 5                      | Assist     | 7 T. Diener                           |
| Cusin 8                     | Rimbalzi   | 7 D. Diener                           |
| Andrea Trinchieri           | Allenatori | Romeo Sacchetti                       |

| Arbitri: | Luigi Lamonica (Roseto degli Abruzzi) Carmelo Lo Guzzo (Pisa) Gianluca Calbucci (Pomezia) |

|                                       |            |                                |
| D. Diener 27 Ignerski 17 T. Diener 17 | Punti      | 20 Diawara 16 Clark 13 Zoroski |
| T. Diener 14                          | Assist     | 2 Rosselli, Szewczyk           |
| Ignerski 6                            | Rimbalzi   | 6 Szewczyk                     |
| Romeo Sacchetti                       | Allenatori | Andrea Mazzon                  |

| Arbitri: | Paolo Taurino (Vignola) Saverio Lanzarini (Bologna) Massimiliano Duranti (Càscina) |

|                                          |            |                                     |
| D. Diener 28 Ignerski 19 B. Sacchetti 13 | Punti      | 33 Kinsey 12 Crosariol 10 Cavaliero |
| D. Diener 8                              | Assist     | 4 Barbour                           |
| D. Diener 10                             | Rimbalzi   | 9 Kinsey, Mack                      |
| Romeo Sacchetti                          | Allenatori | Zare Markovski                      |

| Arbitri: | Giampaolo Cicoria (Milano) Massimiliano Filippini (San Lazzaro) Mauro Pozzana (Udine) |

|                                         |            |                                                |
| Simmons 16 Robinson 12 Gibson, Grant 12 | Punti      | 29 T. Diener 24 D. Diener 10 Ignerski, Vanuzzo |
| Reynolds 10                             | Assist     | 4 T. Diener                                    |
| Gibson, Grant, Robinson, Viggiano 6     | Rimbalzi   | 9 D. Diener, Vanuzzo                           |
| Piero Bucchi                            | Allenatori | Romeo Sacchetti                                |

| Arbitri: | Carmelo Paternicò (Piazza Armerina) Alessandro Vicino (Argelato) Mark Bartoli (Trieste) |

|                                     |            |                                                          |
| Richardson 17 Ivanov 17 Dragović 14 | Punti      | 20 T. Diener 13 D. Diener 12 Ignerski, Thornton, Vanuzzo |
| Lakovič 9                           | Assist     | 7 T. Diener                                              |
| Ivanov 10                           | Rimbalzi   | 7 D. Diener                                              |
| Cesare Pancotto                     | Allenatori | Romeo Sacchetti                                          |

| Arbitri: | Luigi Lamonica (Roseto degli Abruzzi) Luca Weidmann (Campobasso) Gabriele Bettini (Bologna) |

|                                   |            |                            |
| D. Diener 23 Thornton 13 Easley 8 | Punti      | 25 Dunston 15 Banks 14 Ere |
| T. Diener 6                       | Assist     | 5 Green                    |
| D. Diener 8                       | Rimbalzi   | 10 Dunston                 |
| Romeo Sacchetti                   | Allenatori | Francesco Vitucci          |

| Arbitri: | Enrico Sabetta (Termoli) Marco Giansanti (Roma) Denny Borgioni (Roma) |

|                                |            |                                            |
| Perić 25 L. Vitali 20 Kotti 19 | Punti      | 24 D. Diener 23 Ignerski 11 Easley, Pinton |
| Johnson 7                      | Assist     | 2 Thornton, Ignerski, Pinton               |
| Kotti, Perić 6                 | Rimbalzi   | 4 Easley, Vanuzzo                          |
| Luigi Gresta                   | Allenatori | Romeo Sacchetti                            |

| Arbitri: | Massimiliano Filippini (San Lazzaro) Gianluca Sardella (Rimini) Emanuele Aronne (Viterbo) |

|                                     |            |                                     |
| D. Diener 23 T. Diener 21 Easley 21 | Punti      | 26 Langford 18 Gentile 11 Radošević |
| T. Diener 5                         | Assist     | 6 Green                             |
| D. Diener, T. Diener, Easley 6      | Rimbalzi   | 8 Fōtsīs                            |
| Romeo Sacchetti                     | Allenatori | Sergio Scariolo                     |

| Arbitri: | Enrico Sabetta (Termoli) Gabriele Bettini (Bologna) Gianluca Calbucci (Pomezia) |

|                              |            |                                                 |
| Bell 28 Taylor 22 Brunner 14 | Punti      | 17 T. Diener 14 Ignerski 12 Thornton, D. Diener |
| Cinciarini 7                 | Assist     | 3 T. Diener                                     |
| Brunner 11                   | Rimbalzi   | 7 Easley                                        |
| Massimiliano Menetti         | Allenatori | Romeo Sacchetti                                 |

| Arbitri: | Guerrino Cerebuch (Trieste) Dino Seghetti (Livorno) Alessandro Vicino (Argelato) |

|                                        |            |                             |
| B. Sacchetti 17 Easley 17 D. Diener 15 | Punti      | 21 Goss 17 Datome 15 Taylor |
| T. Diener 11                           | Assist     | 6 Taylor                    |
| Easley 7                               | Rimbalzi   | 9 Lawal                     |
| Romeo Sacchetti                        | Allenatori | Marco Calvani               |

| Arbitri: | Massimiliano Filippini (San Lazzaro) Marco Giansanti (Roma) Luca Weidmann (Campobasso) |

|                               |            |                                       |
| Pullen 38 Poeta 14 Anđušić 14 | Punti      | 30 Thornton 26 T. Diener 24 D. Diener |
| Poeta 5                       | Assist     | 7 T. Diener                           |
| Gigli 7                       | Rimbalzi   | 11 Gordon                             |
| Luca Bechi                    | Allenatori | Romeo Sacchetti                       |

| Arbitri: | Enrico Sabetta (Termoli) Gianluca Mattioli (Pesaro) Guido Federico Di Francesco (Termoli) |

|                                    |            |                                  |
| Gordon 15 D. Diener 14 Thornton 13 | Punti      | 19 Jelovac 14 Jonušas 13 Gentile |
| T. Diener 9                        | Assist     | 4 Gentile, Mordente              |
| Thornton 8                         | Rimbalzi   | 10 Jelovac                       |
| Romeo Sacchetti                    | Allenatori | Stefano Sacripanti               |

| Arbitri: | Giampaolo Cicoria (Milano) Gianluca Sardella (Rimini) Emanuele Aronne (Viterbo) |

|                               |            |                                    |
| Brown 23 Hackett 15 Kangur 13 | Punti      | 33 T. Diener 18 Thornton 11 Easley |
| Brown, Hackett 5              | Assist     | 6 T. Diener                        |
| Moss 7                        | Rimbalzi   | 9 Gordon                           |
| Luca Banchi                   | Allenatori | Romeo Sacchetti                    |

#### Play-off
Tutti i turni di playoff si giocano al meglIo delle 7 partite. La squadra con il miglior piazzamento in classifica al termine della stagione regolare gioca in casa gara-1, gara-2 e le eventuali gara-5 e gara-7.
|   | Quarti di finale | G1 | G2 | G3 | G4 | G5 | G6 | G7 |
| - | ---------------- | -- | -- | -- | -- | -- | -- | -- |
| 2 | Dinamo Sassari   | 90 | 83 | 71 | 80 | 81 | 84 | 95 |
| 7 | Pall. Cantù      | 70 | 78 | 73 | 82 | 58 | 87 | 97 |

##### Quarti di finale
| Arbitri: | Carmelo Paternicò (Piazza Armerina) Gabriele Bettini (Bologna) Denny Borgioni (Roma) |

|                                        |            |                               |
| D. Diener 20 Bečirovič 16 T. Diener 13 | Punti      | 14 Ragland 10 Tyus 10 Aradori |
| T. Diener 8                            | Assist     | 7 Ragland                     |
| Thornton 8                             | Rimbalzi   | 5 Smith, Tabu, Tyus           |
| Romeo Sacchetti                        | Allenatori | Andrea Trinchieri             |

| Arbitri: | Massimiliano Filippini (San Lazzaro) Dino Seghetti (Livorno) Maurizio Biggi (Cavenago di Brianza) |

|                                       |            |                              |
| T. Diener 20 D. Diener 18 Thornton 15 | Punti      | 24 Ragland 14 Leunen 13 Tyus |
| T. Diener 7                           | Assist     | 7 Ragland                    |
| sette giocatori 3                     | Rimbalzi   | 11 Tyus                      |
| Romeo Sacchetti                       | Allenatori | Andrea Trinchieri            |

| Arbitri: | Enrico Sabetta (Termoli) Luca Weidmann (Campobasso) Alessandro Vicino (Argelato) |

|                                    |            |                                       |
| Leunen 17 Ragland 11 Mancinelli 10 | Punti      | 19 T. Diener 13 D. Diener 12 Thornton |
| Leunen, Ragland 3                  | Assist     | 5 D. Diener                           |
| Tyus 14                            | Rimbalzi   | 8 Gordon                              |
| Andrea Trinchieri                  | Allenatori | Romeo Sacchetti                       |

| Arbitri: | Luigi Lamonica (Roseto degli Abruzzi) Dino Seghetti (Livorno) Emanuele Aronne (Viterbo) |

|                               |            |                                    |
| Ragland 23 Tyus 16 Aradori 11 | Punti      | 19 Bečirovič 16 Thornton 13 Gordon |
| Ragland 5                     | Assist     | 9 T. Diener                        |
| Tyus 9                        | Rimbalzi   | 9 Gordon                           |
| Andrea Trinchieri             | Allenatori | Romeo Sacchetti                    |

| Arbitri: | Saverio Lanzarini (Bologna) Marco Giansanti (Roma) Maurizio Biggi (Cavenago di Brianza) |

|                                   |            |                               |
| D. Diener 18 Vanuzzo 13 Gordon 13 | Punti      | 13 Tyus 12 Aradori 10 Ragland |
| T. Diener 5                       | Assist     | 3 Mancinelli                  |
| Gordon 9                          | Rimbalzi   | 12 Tyus                       |
| Romeo Sacchetti                   | Allenatori | Andrea Trinchieri             |

| Arbitri: | Enrico Sabetta (Termoli) Massimiliano Filippini (San Lazzaro) Denny Borgioni (Roma) |

|                                 |            |                                        |
| Aradori 26 Tyus 17 Mazzarino 11 | Punti      | 21 Gordon 19 D. Diener 18 B. Sacchetti |
| Aradori 5                       | Assist     | 5 T. Diener                            |
| Leunen, Tyus 7                  | Rimbalzi   | 9 Gordon                               |
| Andrea Trinchieri               | Allenatori | Romeo Sacchetti                        |

| Arbitri: | Gianluca Mattioli (Pesaro) Roberto Chiari (Ponzano Veneto) Paolo Quacci (Albuzzano) |

|                                                             |            |                                            |
| Thornton 18 T. Diener 18 B. Sacchetti, D. Diener, Easley 11 | Punti      | 20 Ragland 13 Brooks 12 Aradori, Mazzarino |
| D. Diener 6                                                 | Assist     | 6 Ragland                                  |
| B. Sacchetti 7                                              | Rimbalzi   | 6 Tyus                                     |
| Romeo Sacchetti                                             | Allenatori | Andrea Trinchieri                          |

### Eurocup
Per la Dinamo si tratta della 1ª partecipazione in assoluto ad una competizione europea. Il sorteggio per la composizione dei gironi della Regular season si è tenuto il 9 ottobre al Museo Olimpico di Barcellona. La prima fase della competizione si è svolta dal 7 novembre al 12 dicembre e la Dinamo è stata inserita nel Gruppo H così composto:
- Siviglia
- Dinamo Sassari
- Stella Rossa
- Orléans Loiret

Le prime due classificate accedono alla seconda fase: la Last 16.
La Dinamo Sassari si è classificata al 4º posto venendo così eliminata dalla competizione.

#### Regular season
|    | Classifica Gruppo D | P.ti | G | V | P | PF  | PS  | DP  |
| -- | ------------------- | ---- | - | - | - | --- | --- | --- |
| 1. | Stella Rossa        | 10   | 6 | 5 | 1 | 556 | 515 | +41 |
| 2. | Siviglia            | 6    | 6 | 3 | 3 | 483 | 471 | +12 |
| 3. | Orléans Loiret      | 4    | 6 | 2 | 4 | 465 | 478 | -13 |
| 4. | Dinamo Sassari      | 4    | 6 | 2 | 4 | 516 | 556 | -40 |

| CZV   | SIV   | ORL   | DSS     |
| ----- | ----- | ----- | ------- |
|       | 70-76 | 93-73 | 116-104 |
| 93-95 |       | 84-78 | 76-85   |
| 75-85 | 56-70 |       | 88-75   |
| 94-97 | 87-84 | 71-95 |         |

| Arbitri: | Matej Boltauzer Anastasios Piloidis Sašo Petek |

|                                       |            |                                              |
| Thornton 26 D. Diener 16 T. Diener 12 | Punti      | 19 Asbury 16 Holland 15 Triguero, Bogdanović |
| T. Diener 8                           | Assist     | 7 Satoranský                                 |
| Easley 5                              | Rimbalzi   | 6 Triguero                                   |
| Romeo Sacchetti                       | Allenatori | Aíto García Reneses                          |

| Arbitri: | Fernando Rocha Tomas Jasevičius Luís Lopes |

|                            |            |                                    |
| Green 23 Osby 15 Raposo 11 | Punti      | 20 Easley 16 Thornton 13 T. Diener |
| Greene 5                   | Assist     | 7 T. Diener                        |
| Green 8                    | Rimbalzi   | 13 Easley                          |
| Philippe Hervé             | Allenatori | Romeo Sacchetti                    |

| Arbitri: | Robert Lottermoser Régis Bardera Sergio Silva |

|                                         |            |                                   |
| Rakočević 28 Brown 22 Subotić, Katić 11 | Punti      | 33 Thornton 19 Easley 17 Ignerski |
| Rakočević 7                             | Assist     | 15 T. Diener                      |
| Brown, Subotić 7                        | Rimbalzi   | 6 Easley, Ignerski                |
| Vlada Vukoičić                          | Allenatori | Romeo Sacchetti                   |

| Arbitri: | Marek Ćmikiewicz Elias Koromilas Petros Papapetrou |

|                                       |            |                                   |
| T. Diener 21 D. Diener 16 Ignerski 14 | Punti      | 20 Nelson 16 Rakočević 15 Savović |
| D. Diener, T. Diener 7                | Assist     | 3 Nelson                          |
| Ignerski 7                            | Rimbalzi   | 8 Brown                           |
| Romeo Sacchetti                       | Allenatori | Vlada Vukoičić                    |

| Arbitri: | Milivoje Jovčić Oliver Krause Aare Halliko |

|                                     |            |                                       |
| Asbury 16 Williams 16 Satoranský 13 | Punti      | 31 D. Diener 21 Thornton 11 T. Diener |
| Satoranský 7                        | Assist     | 10 T. Diener                          |
| Williams 12                         | Rimbalzi   | 9 D. Diener                           |
| Aíto García Reneses                 | Allenatori | Romeo Sacchetti                       |

| Arbitri: | Milija Vojinović Rüştü Nuran Tomislav Vovk |

|                                      |            |                            |
| D. Diener 27 T. Diener 21 Ignerski 6 | Punti      | 23 Greene 15 Green 13 Hill |
| T. Diener 4                          | Assist     | 8 Pellin                   |
| Thornton 6                           | Rimbalzi   | 8 Hill                     |
| Romeo Sacchetti                      | Allenatori | Philippe Hervé             |

### Coppa Italia
Grazie al secondo posto in classifica ottenuto al termine del girone d'andata la Dinamo ha ottenuto il diritto a partecipare alle Final Eight di Coppa Italia che si è tenuta dal 7 al 10 febbraio al Mediolanum Forum di Assago e che ha visto la vittoria per la quinta volta consecutiva della Mens Sana Siena.
|   | Squadra        | Risultato |
| - | -------------- | --------- |
| 2 | Dinamo Sassari | 98        |
| 7 | N.B. Brindisi  | 96        |

|   | Squadra         | Risultato |
| - | --------------- | --------- |
| 2 | Dinamo Sassari  | 78        |
| 3 | Mens Sana Siena | 85        |

| Arbitri: | Paolo Taurino (Vignola) Carmelo Lo Guzzo (Pisa) Alessandro Martolini (Roma) |

| |            | |
| D. Diener 36 Thornton 25 Easley 15 | Punti      | 26 Gibson 18 Simmons 15 Viggiano                                                                                |
| T. Diener 12 | Assist     | 9 Reynolds |
| Easley 10 | Rimbalzi   | 10 Robinson, Simmons                                                                                            |
| 10 Thornton· 12 T. Diener· 14 Sacchetti· 16 D. Diener· 43 Easley 8 Devecchi· 11 Ignerski· 15 Spissu· 18 Vanuzzo· 21 Pinton· 24 DiLiegro | Formazioni | 4 Viggiano· 6 Robinson· 7 Reynolds· 14 Simmons· 22 Gibson 9 Formenti· 12 Fultz· 16 Porfido· 19 Zerini· 45 Grant |
| Romeo Sacchetti | Allenatori | Piero Bucchi |

| Arbitri: | Luigi Lamonica (Roseto degli Abruzzi) Tolga Sahin (Messina) Massimiliano Filippini (San Lazzaro) |

| |            | |
| Thornton 29 Easley 13 T. Diener 12                                                                                           | Punti      | 19 Hackett 13 Moss 11 Eze, Kangur                                                                                              |
| T. Diener 9 | Assist     | 5 Janning |
| Easley, Ignerski 8 | Rimbalzi   | 7 Kangur |
| 10 Thornton· 12 T. Diener· 11 Ignerski· 16 D. Diener· 43 Easley 8 Devecchi· 14 Sacchetti· 18 Vanuzzo· 21 Pinton· 24 DiLiegro | Formazioni | 6 Brown· 8 Eze· 13 Sanik'idze· 22 Janning· 34 Moss 10 Rašić· 11 Kangur· 14 Ress· 16 Ortner· 18 Lechthaler· 21 Neri· 23 Hackett |
| Romeo Sacchetti | Allenatori | Luca Banchi |

## Statistiche

### Statistiche di squadra
| Competizione   | Punti | In casa | In casa | In casa | In casa | In casa | In trasferta | In trasferta | In trasferta | In trasferta | In trasferta | Totale | Totale | Totale | Totale | Totale | Totale |
| Competizione   | Punti | G       | V       | P       | PF      | PS      | G            | V            | P            | PF           | PS           | G      | V      | P      | PF     | PS     | DIF    |
| -------------- | ----- | ------- | ------- | ------- | ------- | ------- | ------------ | ------------ | ------------ | ------------ | ------------ | ------ | ------ | ------ | ------ | ------ | ------ |
| Serie A        | 44    | 15      | 13      | 2       | 1334    | 1168    | 15           | 9            | 6            | 1343         | 1345         | 30     | 22     | 8      | 2677   | 2513   | +164   |
| Play-off       | -     | 4       | 3       | 1       | 349     | 303     | 3            | 0            | 3            | 235          | 242          | 7      | 3      | 4      | 584    | 545    | +39    |
| Totale Serie A | -     | 19      | 16      | 3       | 1683    | 1471    | 18           | 9            | 9            | 1578         | 1587         | 37     | 25     | 12     | 3261   | 3058   | +203   |
| Coppa Italia   | -     | -       | -       | -       | -       | -       | -            | -            | -            | -            | -            | 2      | 1      | 1      | 176    | 181    | -5     |
| Eurocup        | 4     | 3       | 1       | 2       | 252     | 276     | 3            | 1            | 2            | 264          | 280          | 6      | 2      | 4      | 516    | 556    | -40    |
| Totale         | -     | 22      | 17      | 5       | 1935    | 1747    | 21           | 10           | 11           | 1842         | 1867         | 45     | 28     | 17     | 3953   | 3795   | +158   |

### Statistiche dei giocatori
| Giocatore    | Serie A | Serie A | Serie A | Serie A | Eurocup | Eurocup | Eurocup | Eurocup | Coppa Italia | Coppa Italia | Coppa Italia | Coppa Italia | Totale | Totale | Totale | Totale |
| Giocatore    | PG      | PTI     | AST     | RIM     | PG      | PTI     | AST     | RIM     | PG           | PTI          | AST          | RIM          | PG     | PTI    | AST    | RIM    |
| ------------ | ------- | ------- | ------- | ------- | ------- | ------- | ------- | ------- | ------------ | ------------ | ------------ | ------------ | ------ | ------ | ------ | ------ |
| S. Bečirovič | 10      | 90      | 29      | 20      | 0       | 0       | 0       | 0       | 0            | 0            | 0            | 0            | 10     | 90     | 29     | 20     |
| T. Binetti   | 0       | 0       | 0       | 0       | 2       | 2       | 0       | 1       | 0            | 0            | 0            | 0            | 2      | 2      | 0      | 1      |
| G. Devecchi  | 36      | 103     | 26      | 35      | 6       | 14      | 5       | 6       | 2            | 4            | 2            | 1            | 44     | 121    | 33     | 42     |
| D. Diener    | 36      | 616     | 112     | 167     | 6       | 115     | 22      | 28      | 2            | 45           | 8            | 12           | 44     | 776    | 142    | 207    |
| T. Diener    | 36      | 592     | 257     | 102     | 6       | 91      | 51      | 10      | 2            | 25           | 21           | 10           | 44     | 708    | 329    | 122    |
| D. DiLiegro  | 23      | 50      | 2       | 38      | 6       | 19      | 2       | 10      | 2            | 0            | 0            | 1            | 31     | 69     | 4      | 49     |
| T. Easley    | 34      | 399     | 17      | 190     | 6       | 64      | 3       | 39      | 2            | 28           | 4            | 18           | 42     | 491    | 24     | 247    |
| D. Gordon    | 11      | 128     | 2       | 78      | 0       | 0       | 0       | 0       | 0            | 0            | 0            | 0            | 11     | 128    | 2      | 78     |
| M. Ignerski  | 29      | 351     | 26      | 136     | 6       | 50      | 3       | 23      | 2            | 6            | 2            | 17           | 37     | 407    | 31     | 176    |
| G. Laguzzi   | 0       | 0       | 0       | 0       | 0       | 0       | 0       | 0       | 0            | 0            | 0            | 0            | 0      | 0      | 0      | 0      |
| M. Pinton    | 30      | 71      | 22      | 16      | 6       | 7       | 1       | 4       | 2            | 0            | 0            | 1            | 38     | 78     | 23     | 21     |
| B. Sacchetti | 37      | 205     | 21      | 93      | 5       | 32      | 4       | 6       | 2            | 14           | 3            | 8            | 44     | 251    | 28     | 107    |
| M. Spissu    | 4       | 8       | 1       | 2       | 0       | 0       | 0       | 0       | 0            | 0            | 0            | 0            | 4      | 8      | 1      | 2      |
| B. Thornton  | 35      | 460     | 59      | 146     | 6       | 112     | 14      | 25      | 2            | 54           | 6            | 12           | 43     | 626    | 79     | 183    |
| M. Vanuzzo   | 34      | 198     | 13      | 99      | 6       | 10      | 1       | 10      | 0            | 0            | 0            | 0            | 40     | 208    | 14     | 109    |